# Crinia deserticola
Crinia deserticola és una espècie de granota que viu a Austràlia.